# The Dawn Rider
The Dawn Rider (bra: A Difícil Vingança ou Difícil Vingança) é um filme norte-americano de 1935, do gênero faroeste, dirigido por Robert N. Bradbury e estrelado por John Wayne e Marion Burns.

## A produção
O filme é notável por trazer a última atuação creditada do cineasta e ator Joseph De Grasse, que dirigiu quase uma centena de películas na era muda e atuou em outras três dezenas. Ele apareceria somente mais uma vez, já sem receber créditos, no segundo episódio do seriado The Adventures of Frank Merriwell (1936).
A ótima fotografia externa, que cobre as limitações de orçamento comuns às produções B, também é digna de nota.
The Dawn Rider está em domínio público e, portanto, pode ser baixado gratuitamente no Internet Archive.

## Sinopse
John Mason sai atrás do homem embuçado que matou seu pai. Ferido, é tratado por Alice Gordon, que lhe foi apresentada pelo amigo Ben McClure. Durante o tratamento, John e Alice se apaixonam. Após recuperar-se, John atrai o assassino para uma armadilha, mas é sabotado por Ben, que também ama Alice.

## Elenco
| Ator/Atriz       | Personagem        |
| ---------------- | ----------------- |
| John Wayne       | John Mason        |
| Marion Burns     | Alice Gordon      |
| Denny Meadows    | Rudd Gordon       |
| Reed Howes       | Ben McClure       |
| Joseph De Grasse | Pai de John Mason |
| Yakima Canutt    | Dono do saloon    |
| Earl Dwire       | Earl              |
| Nelson McDowell  | Dono da funerária |